# Gerlach-Empire
Gerlach-Empire war ein Census-designated place (CDP) im US-Bundesstaat Nevada, USA. Zuletzt wurden im Jahre 2000 insgesamt 499 Einwohner auf 243,6 km² Fläche gezählt, die meisten davon in den kleinen Ortsteilen Gerlach und Empire. Ganz in der Nähe des Ortsteils Gerlach findet alljährlich das Burning-Man-Festival statt.

## Geschichte
2010 wurde der Census-Designated Place in die Orte Gerlach und Empire aufgespalten. Es gab eine Mine, wodurch der Ort belebt wurde. Diese Mine wurde geschlossen und so verlor der Ort viele Einwohner. Später wurde sie wieder eröffnet, wodurch neue Arbeiter in die Stadt zogen.